# Société française d'alcoologie
La Société française d'alcoologie (SFA) est une association apolitique et non confessionnelle reconnue d'utilité publique, ayant pour but le développement de l'alcoologie au sens large. En effet, l'association englobe tous les stades du cycle de vie des boissons alcoolisées, depuis leur production jusqu'aux conséquences de leur consommation. Le développement des dépendances multiples pousse la SFA à approcher toutes les formes d'addictions.

## Mission
La SFA s'attache à développer une approche pluridisciplinaire de l'alcoologie. Outre l'alcoologie clinique, son champ d'action couvre la prévention, la thérapeutique, l'évaluation et tout ce qui concerne l'alcool éthylique.
Le développement de la consommation de produits combinés et des codépendances l'ont amenée à élargir son champ à d'autres addictions que celle à l'alcool. La SFA contribue à la formation initiale et continue des professionnels confrontés aux addictions. Elle représente un lieu d'échanges où tant les expériences pratiques que les recherches pointues peuvent être partagées.
La SFA met son expertise au service des instances officielles de la santé publique (DGS et MILDT). Elle coordonne son action avec celles des autres associations en alcoologie et en addictologie tant sur le plan national qu'international.

## Historique
En 1978, fondation par le Docteur Pierre Fouquet et Claude Orsel.
En 1992, reconnaissance en tant qu'organisme formateur.
En 1998, reconnaissance en tant qu'organisme d'utilité publique.
En 1999, 1re conférence de consensus sur le maintien du sevrage de l'alcoolodépendant avec l'ANAES (HAS), 
En 2000, création de la Fédération française d'addictologie dont la SFA est cofondateur.
En 2002, recommandations sur les conduites d'alcoolisation pendant de la grossesse.
En 2003, recommandations sur les mésusages de l'alcool en dehors de la dépendance.
En 2004, mobilisation contre la modification de la Loi Evin.

## Organisation
Le conseil d'administration de l'association est composé de 20 membres, il est renouvelé par moitié tous les deux ans. Il est assisté d'un conseil scientifique multidisciplinaire international (20 membres également).
En janvier 2010 la SFA comptait environ un millier de membres :
- 72 % des membres appartient au corps médical.
- 10 % sont des psychologues.
- 18 % se répartissent entre infirmiers, travailleurs sociaux, diététiciens, etc.

## Ressources
L'association finance ses activités, notamment au travers :
- des cotisations et souscriptions de ses membres
- des subventions de l'État, des régions, des départements, des communes et des établissements publics
- des ventes du trimestriel "Acoologie et Addictologie"
- des rétributions perçues pour services rendus et activités organisées conformes à l'objet de l'association